# النجد (فرع العدين)

تعديل مصدري - تعديل

النجد محلة تابعة لقرية الاوطاف، التابعة لعزلة العاقبة بمديرية فرع العدين إحدى مديريات محافظة إب في الجمهورية اليمنية، بلغ تعداد سكانها 80 حسب تعداد اليمن لعام 2004.